# Lancette (architecture)
Pour les articles homonymes, voir Lancette.

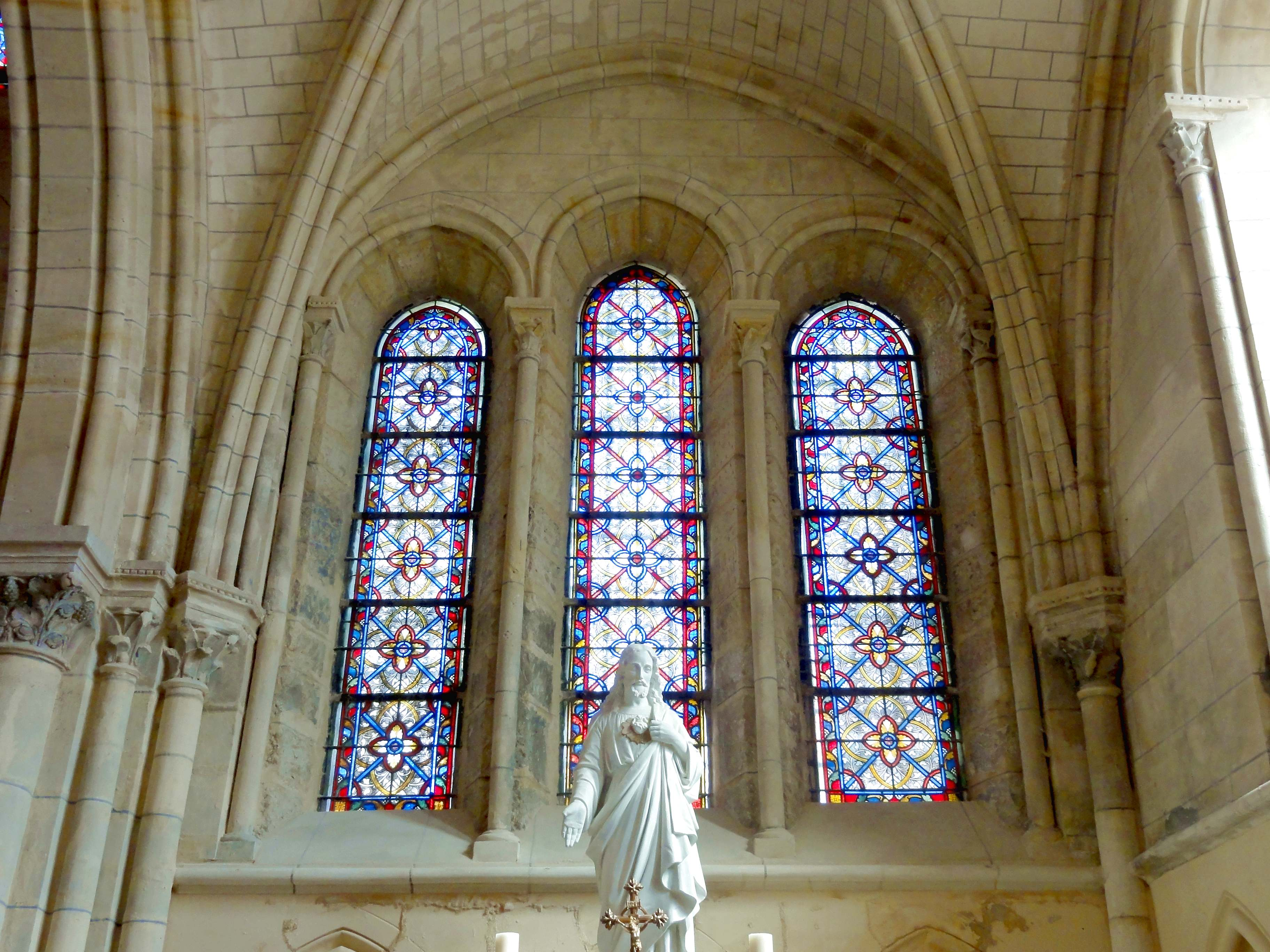
Triplet de lancettes dans l'église Saint-Pierre-et-Saint-Paul de Sarcelles, le surhaussement de la lancette centrale ménageant une place à des écoinçons aujourd'hui obturés.

Une lancette est un arc brisé de forme très allongée qui appartient au style gothique. Sa forme ressemble à l’extrémité d’un fer de lance. Cet arc brisé très aigu crée des ouvertures hautes et étroites (adj. : lancéolé, -ée).

## Définition
Une lancette est formée par deux arcs de cercle qui se recoupent. Ces deux arcs sont inscrits dans des cercles dont les centres sont situés sur une même droite à une grande distance l’un de l’autre. La base du triangle isocèle qui peut s'inscrire dans la figure formée par cet arc brisé est inférieure à ses côtés,.

## Galerie

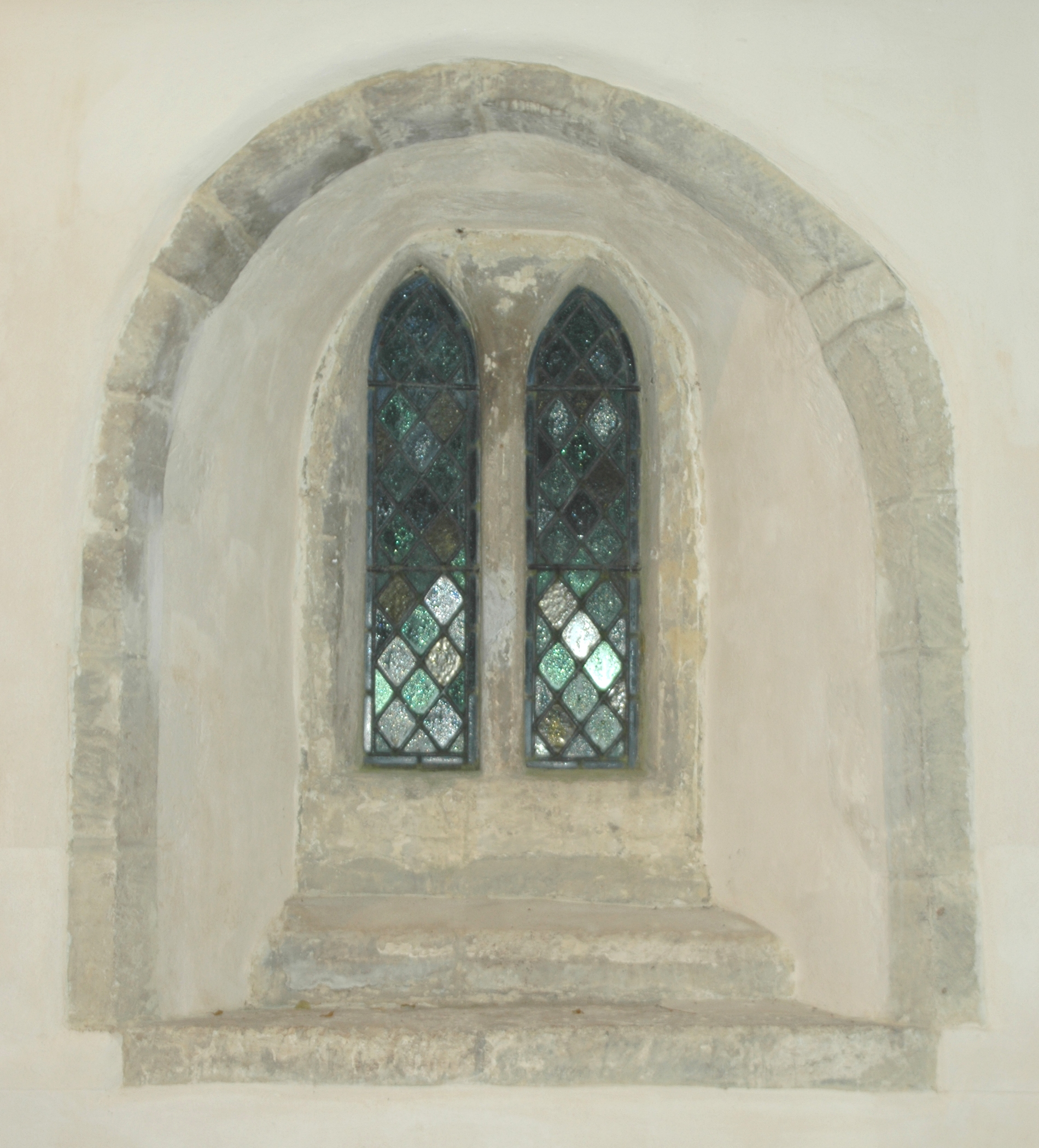
Lancettes jumelées sous un arc plein-cintre, église de Little Faringdon (Oxfordshire).
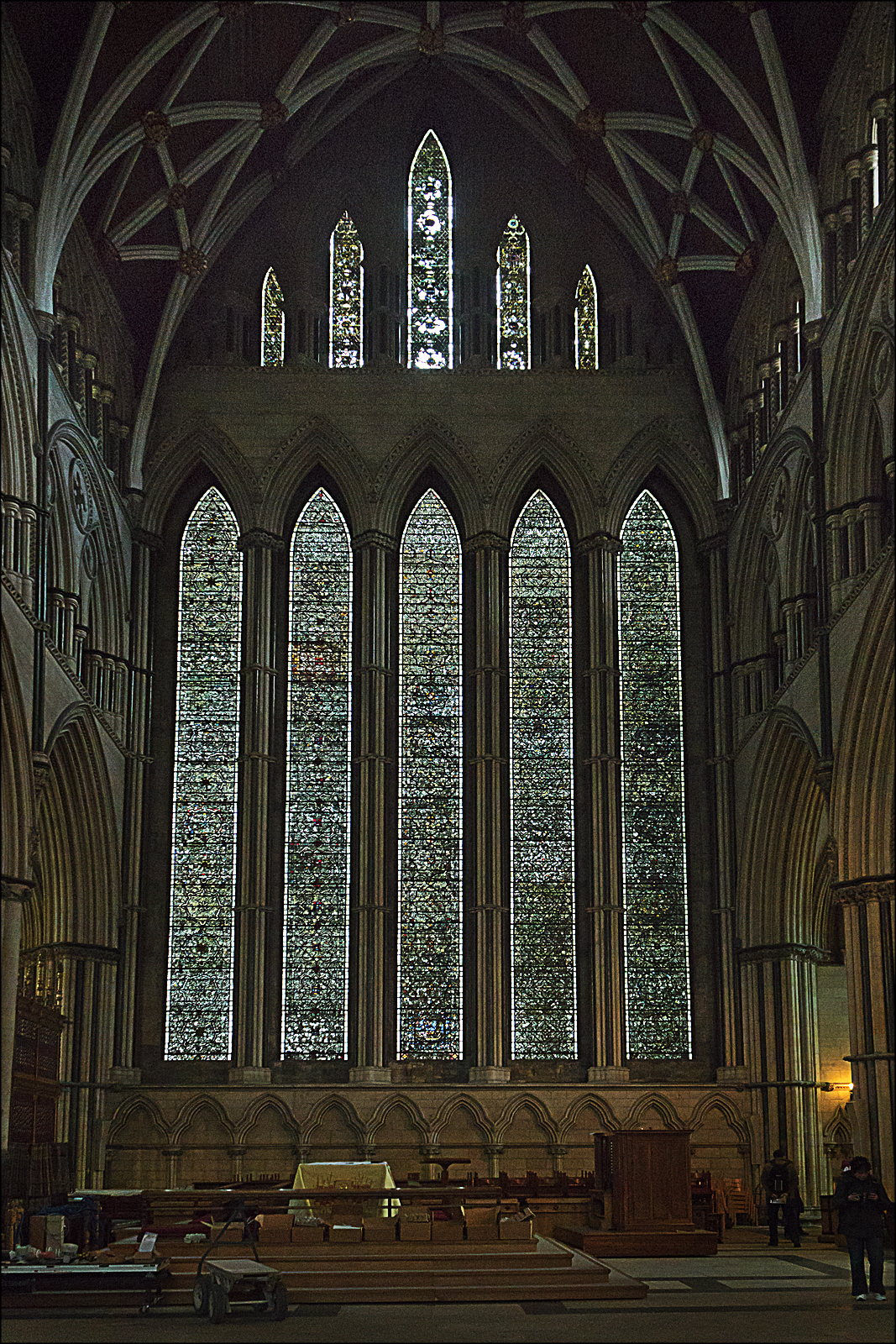
Lancettes du transept nord de la cathédrale d'York qu'on appelle les « cinq sœurs ».
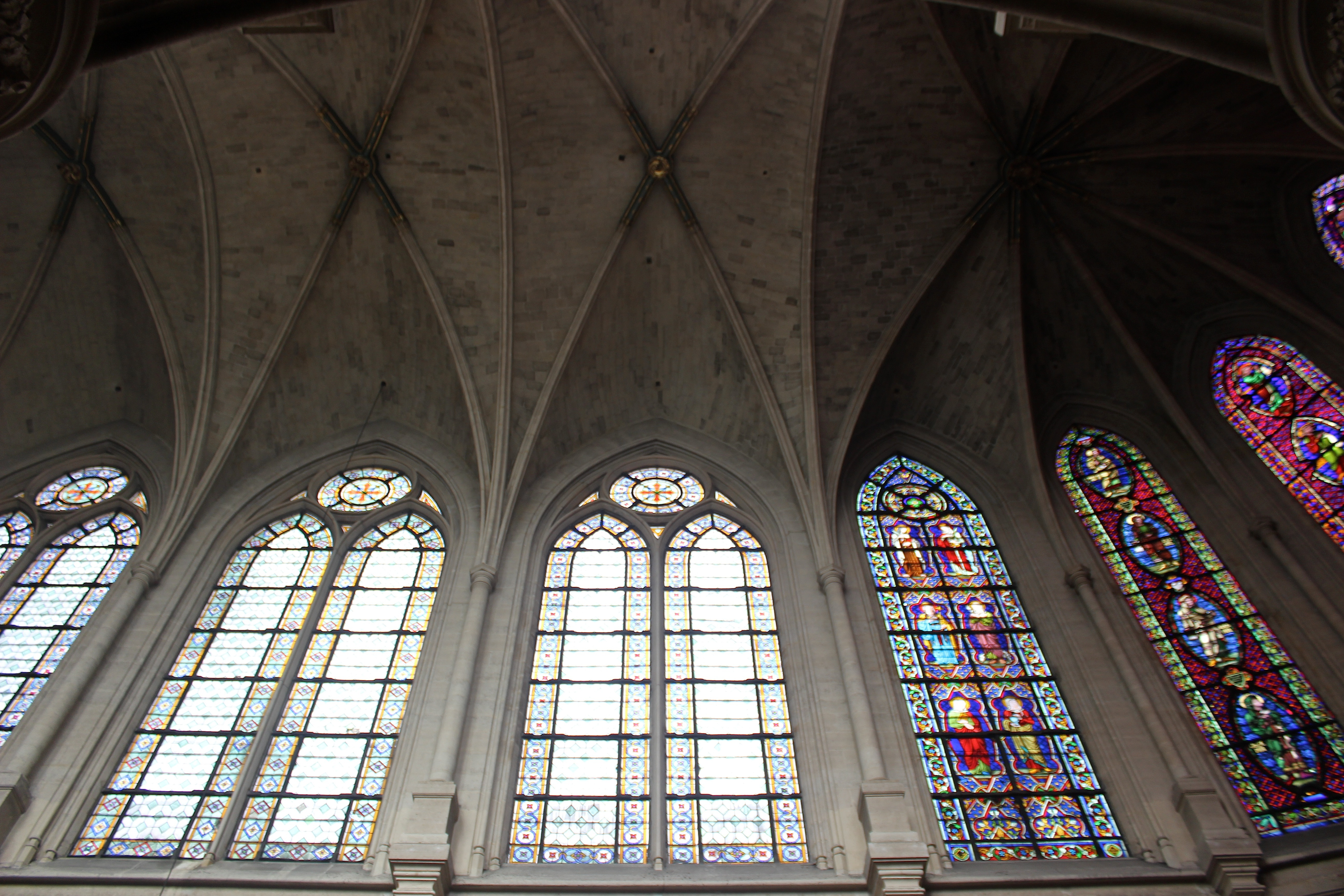
Baies composées de deux lancettes coiffées d'un oculus et d'écoinçons ajourés.
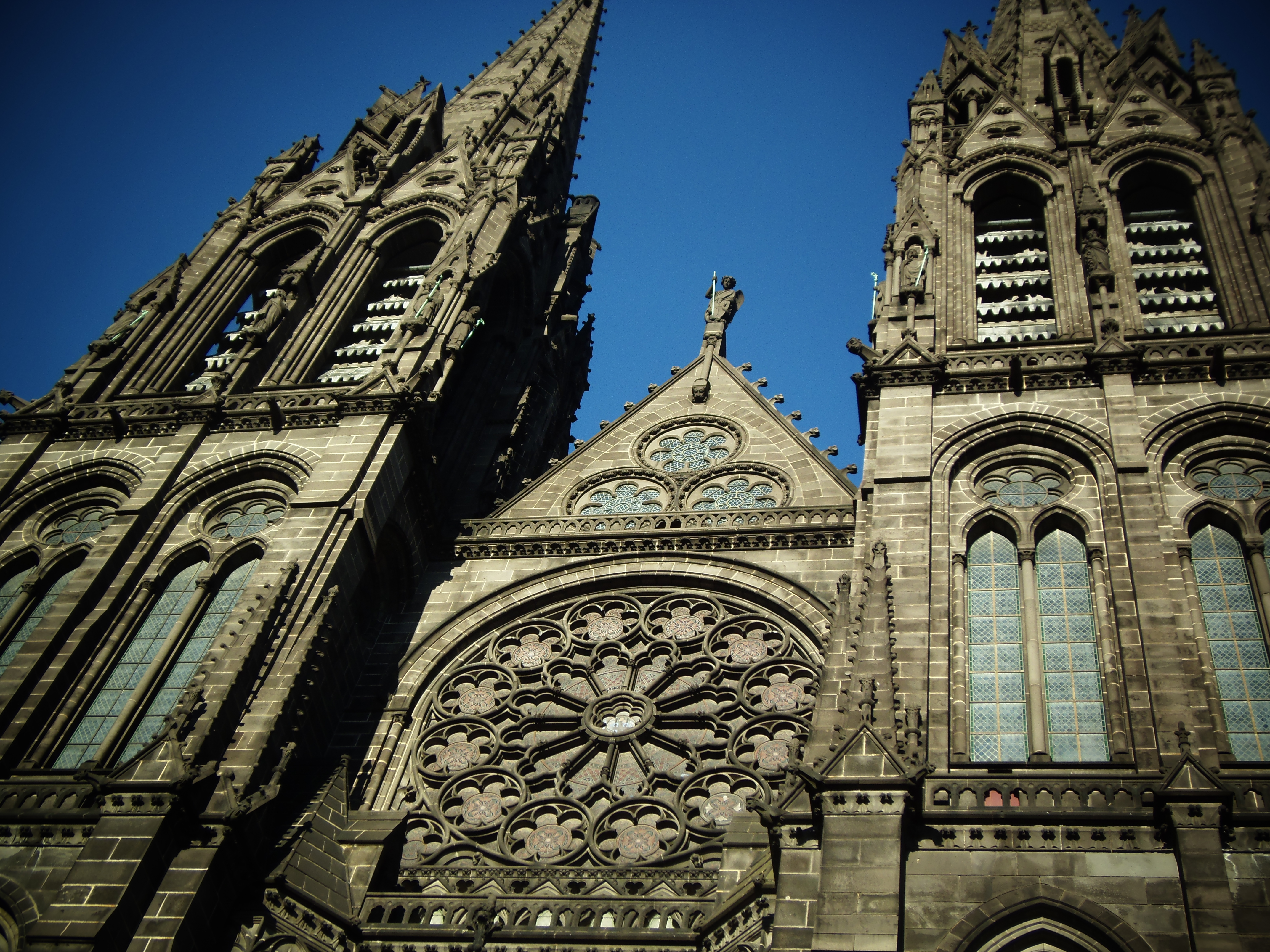
Baies géminées à deux lancettes coiffées d'un hexalobe.